# Zambia en los Juegos Olímpicos de Río de Janeiro 2016
Zambia participa en los Juegos Olímpicos de 2016 en Río de Janeiro, Brasil, del 5 al 21 de agosto de 2016.
El yudoca Mathews Punza fue el abanderado durante la ceremonia de apertura.

## Deportes
Atletismo
- Jordan Chipangama (maratón masculina)
- Gerald Phiri (100 metros masculino)
- Kabange Mupopo (200 y 400 metros femenino)

Boxeo
- Benny Muziyo (peso medio masculino)

Judo
- Mathews Punza (-66 kg masculino)

Natación
- Ralph Goveia (100 metros estilo mariposa masculino)
- Jade Ashleigh Howard (100 metros estilo libre femenino)